# Grand Cloître (basilique Santa Maria Novella)
Le Grand Cloître (Chiostro Grande en italien) fait partie du couvent de la basilique Santa Maria Novella à Florence en Italie et est le plus grand de la ville. Il est entièrement décoré de fresques dans les lunettes par certains des plus grands artistes florentins de la période 1580-1585. On l'appelle aussi Second Cloître (Secondo chiostro) car il a été construit après le Chiostro Verde, adjacent à la basilique.

## Histoire

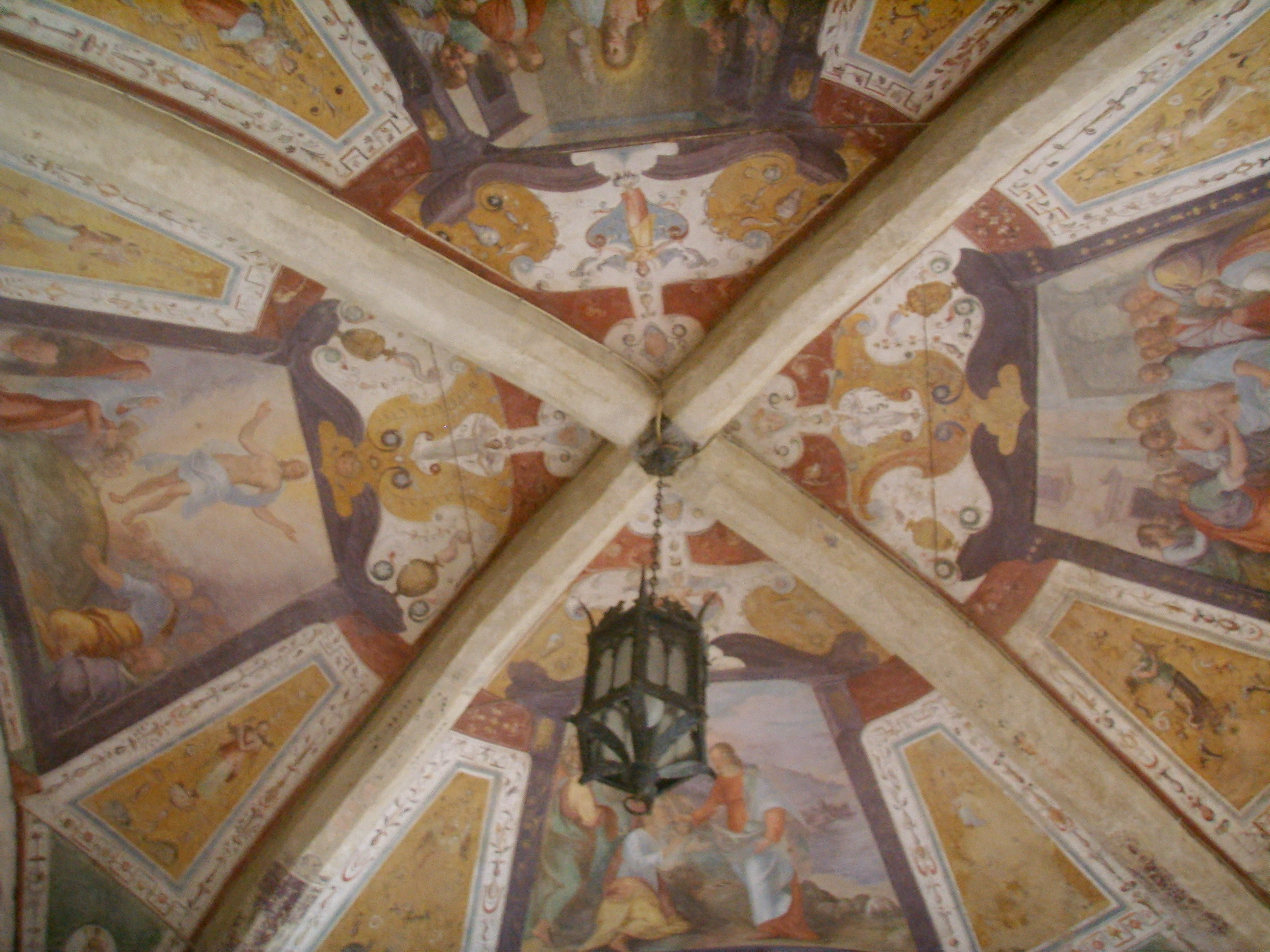
Voûte décorée de fresques de l'angle sud-est.

Le cloître a été construit avec les extensions du couvent de 1340 à 1360, et est composé de 56 arcs en plein cintre intérieurs, qui correspondent à soixante grandes lunettes, dont 53 sont décorées de fresques, plus les voûtes aux quatre angles peintes en grotesque et des portraits de moines dominicains entre chaque lunette. Les piliers sont en pietra serena tandis que les arcs sont peints de rayures noires et blanches, à l'imitation des marbres polychromes. Sa grandeur et sa majesté reflétaient l'importance de l'ordre dominicain dans la ville. Il a été construit également grâce à la contribution de certaines familles florentines dont on peut voir les blasons sur certains piliers. Les dortoirs s'ouvraient sur son pourtour, à la fois aux étages supérieurs et inférieurs, ainsi que du côté nord, ce qui allait devenir l'appartement papal, utilisé par les papes en visite à Florence.
Dans les années 1562-1592, l'architecte Giulio Parigi commandité par Éléonore de Tolède, épouse du grand-duc Cosme Ier de Toscane, remodèle le cloître, et dans la même période, la décoration de fresques est réalisée, commandée à de nombreux artistes florentins vivant entre les XVIe et XVIIe siècles (parmi les plus connus Bernardino Poccetti, Santi di Tito, Lodovico Cigoli, Alessandro Allori).
En 1734, il est légèrement modernisé, le trottoir est agencé, les bases des colonnes reconstruites et les lunettes sans peintures décorées à la fresque. Au centre, la pelouse est aménagée et le puits est fermé, au-dessus duquel une statue du fondateur du couvent, le bienheureux Giovanni da Salerno, est érigée, aujourd'hui supprimée.
Depuis 1920, il fait partie de la Scuola Marescialli e Brigadieri Carabinieri (école des maréchaux et des brigadiers des carabiniers). Les peintures ont été endommagées par les inondations de Florence de 1966, lorsque l'eau a atteint environ un mètre de hauteur. Les restaurations sont terminées pour les côtés nord et ouest où se trouvent les peintures des maîtres les plus importants, tandis que les autres sont achevées progressivement avec des travaux toujours en cours.
Depuis 2012, il est accessible au public et fait partie du musée de Santa Maria Novella.

## Description

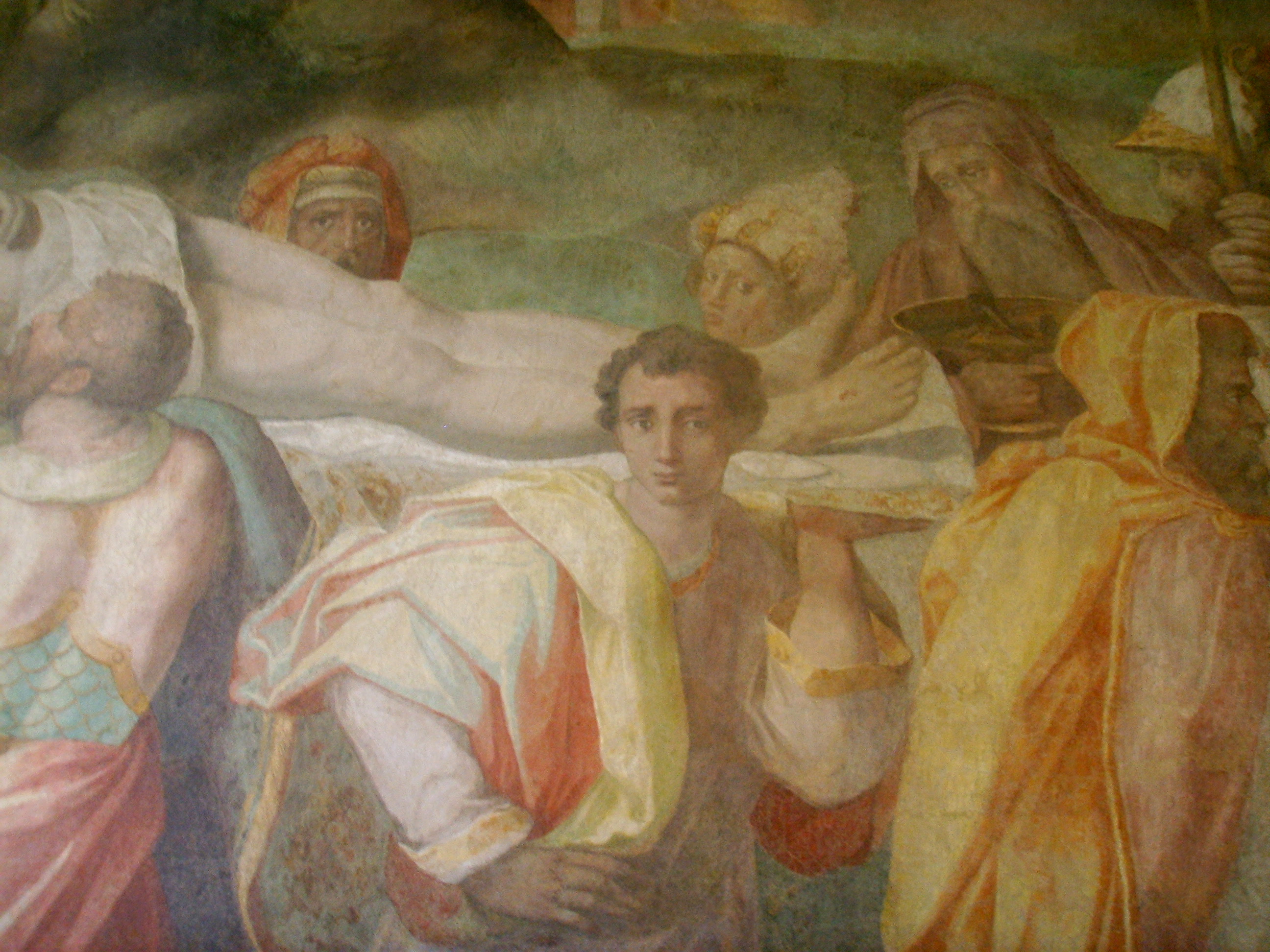
Alessandro Allori et Giovanni Maria Butteri, Transport du corps du Christ (détail).

Le cycle de fresques a été réalisé en grande partie entre 1581 et 1584, à l' exception de 5 lunettes intégrées vers 1730. Certains des peintres les plus célèbres de l'époque actifs dans la ville ont été choisis pour les peintures, tels que Bernardino Poccetti, Alessandro Allori, Santi di Tito, Cosimo Gamberucci, Ludovico Cigoli et d'autres noms secondaires qui ont en tout cas donné une preuve importante de leur peinture, comme Giovanni Maria Butteri, Ludovico Buti, Alessandro Fei, Simone Ferri de Poggibonsi, Lorenzo Sciorina, Benedetto Veli. La plupart de ces artistes sont les mêmes qui ont travaillé à la décoration du studiolo de François Ier au Palazzo Vecchio.
Le thème du cycle est les Histoires du Christ et des saints dominicains. Il se déroule depuis le coin sud-ouest, près de la chapelle de Saint-Nicolas, où la Nativité est représentée, et continue dans le sens des aiguilles d'une montre avec les Histoires de saint Dominique, entrecoupées d'une Histoire parallèle de Jésus, pour tout le côté ouest et nord. Le côté est est occupé par les Histoires de saint Pierre Martyr et  de saint Vincent Ferrer, tandis que le côté sud est celui avec les scènes les plus récentes, chacune dédiée à un saint dominicain différent. Au-dessus des lunettes au centre, il y a généralement un cartouche avec une description des scènes, à partir duquel les titres simplifiés des œuvres ont été tirés. Sauf indication contraire, les lunettes datent toutes de 1581-84.

### Côté ouest

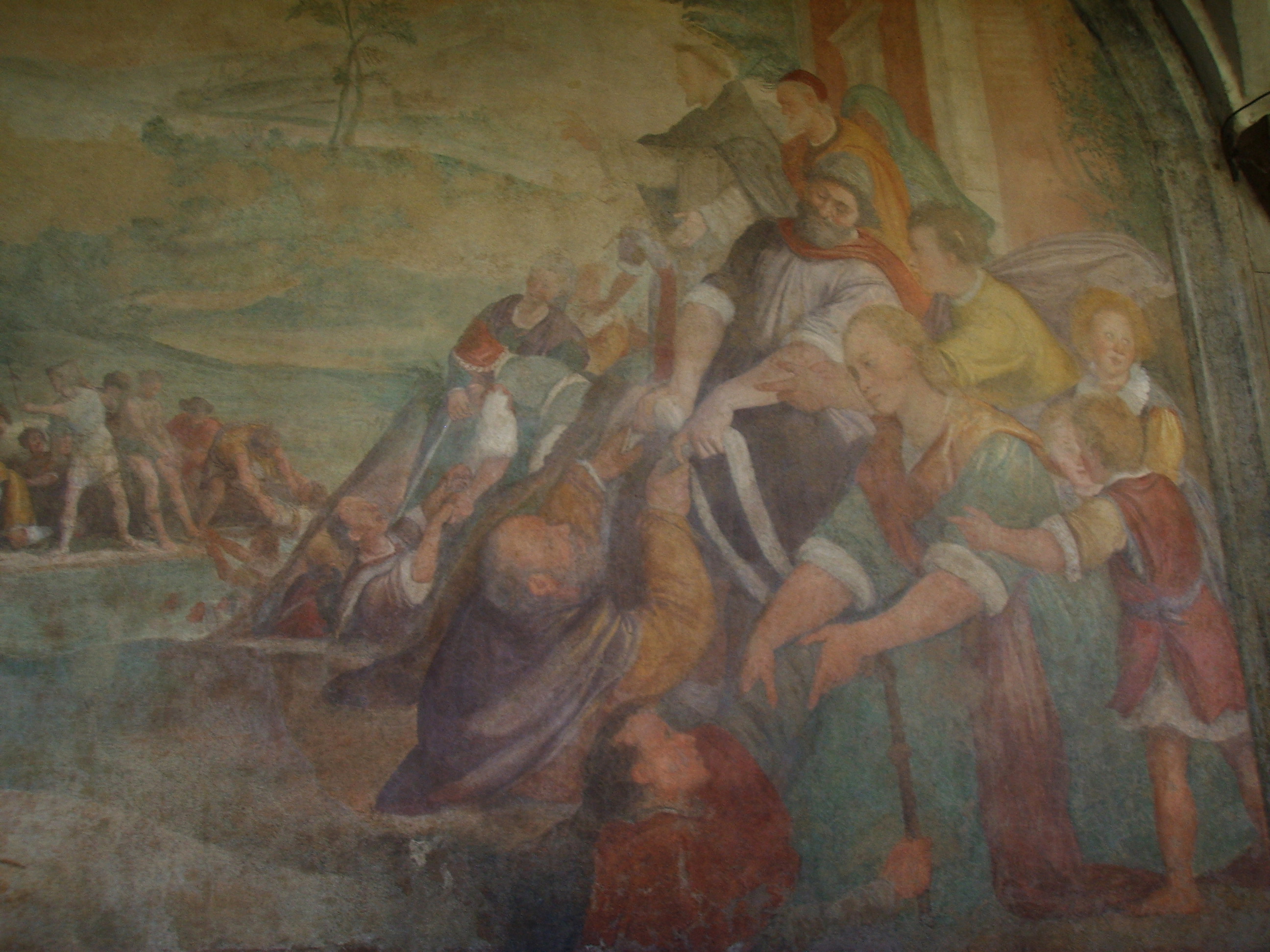
Santi di Tito, Saint Dominique sauve 40 naufragés (détail).

C'est le seul côté où les dix-huit lunettes sont décorées de fresques. Le cycle commence à l'extrémité gauche avec la première lunette du côté sud et est dédié à saint Dominique de Guzmán avec quelques parallèles de la vie du Christ.
1. Bernardino Poccetti, Mission des apôtres
2. Bernardino Poccetti, Prédication de Jésus
3. Bernardino Poccetti, Naissance de saint Dominique
4. Bernardino Poccetti, Saint Dominique convertit les matrones hérétiques
5. Bernardino Poccetti, L'épreuve du feu
6. Bernardino Poccetti, Saint Dominique prêche la croisade
7. Santi di Tito, Saint Dominique sauve 40 naufragés
8. Simone da Poggibonsi, Grégoire IX a la vision de la basilique Saint-Pierre soutenue par Saint Dominique
9. Santi di Tito, Rencontre entre saint Dominique et Saint François
10. Gregorio Pagani, Le pape Honorius III confirme la règle dominicaine
11. Santi di Tito, Les apôtres Pierre et Paul apparaissent à saint Dominique
12. Giovanni Maria Butteri, Saint Dominique ressuscite un enfant
13. Benedetto Veli, Saint Dominique ressuscite un maçon
14. Alessandro Fei, Saint Dominique ressuscite le neveu du cardinal Orsini
15. Ludovico Buti, Saint Dominique porte une image de la Madone en procession
16. Lorenzo Sciorina, Saint Dominique libère une femme possédée du diable
17. Ludovico Buti, Le bienheureux Reginaldo prend les vêtements dominicains
18. Giovanni Balducci, Lavement des pieds

### Côté nord

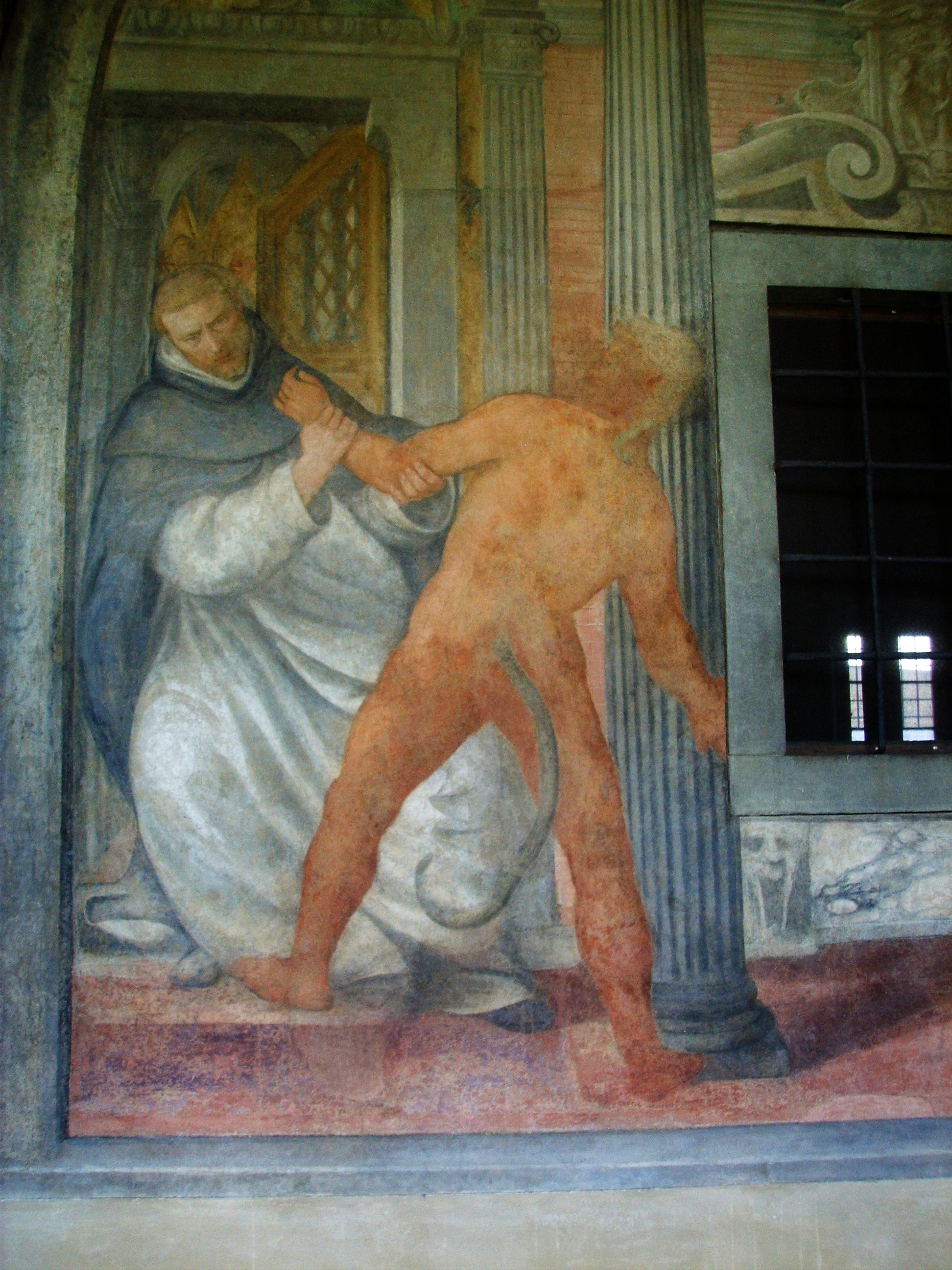
Simone da Poggibonsi, Saint Dominique conduit le diable au Chapitre (détail).

Les Histoires de saint Dominique et  de Jésus continuent jusqu'à la fin de la paroi. Les douze lunettes du côté court sont toutes décorées de fresques. Les fenêtres qui éclairent les pièces à l'arrière se trouvent de ce côté, les artistes se sont donc appliqués à les insérer dans la composition, certains peignant un mur où la fenêtre semble être un élément de la scène peinte, certains dans le carré du fronton d'un autel, certains les ignorant simplement et concentrant les scènes sur les parties latérales.
Au coin nord-est, demeure la seule lunette peinte par Alessandro Allori.
1. Giovanni Balducci, Le Christ conduit par Pilate
2. Santi di Tito, Les frères dominicains à table nourris par des anges
3. Ludovico Buti, La Madone avec les frères dominicains apparaît à saint Dominique
4. Cosimo Gamberucci, Flagellation de saint Dominique
5. Simone da Poggibonsi, Saint Dominique conduit le diable dans le Chapitre
6. Cosimo Gheri, Le diable jette une grosse pierre à saint Dominique, qui est guéri par les anges
7. Cosimo Gamberucci, Giovanni da Salerno prend possession de Santa Maria Novella
8. Ludovico Buti, Agonie de saint Dominique
9. Santi di Tito, Mort de saint Dominique
10. Cosimo Gamberucci, Cosimo Gamberucci, Saint Dominique monte au ciel
11. Giovanni Balducci, Déposition du corps de saint Dominique dans le sépulcre
12. Alessandro Allori et Giovanni Maria Butteri, Transport du corps du Christ

### Côté est

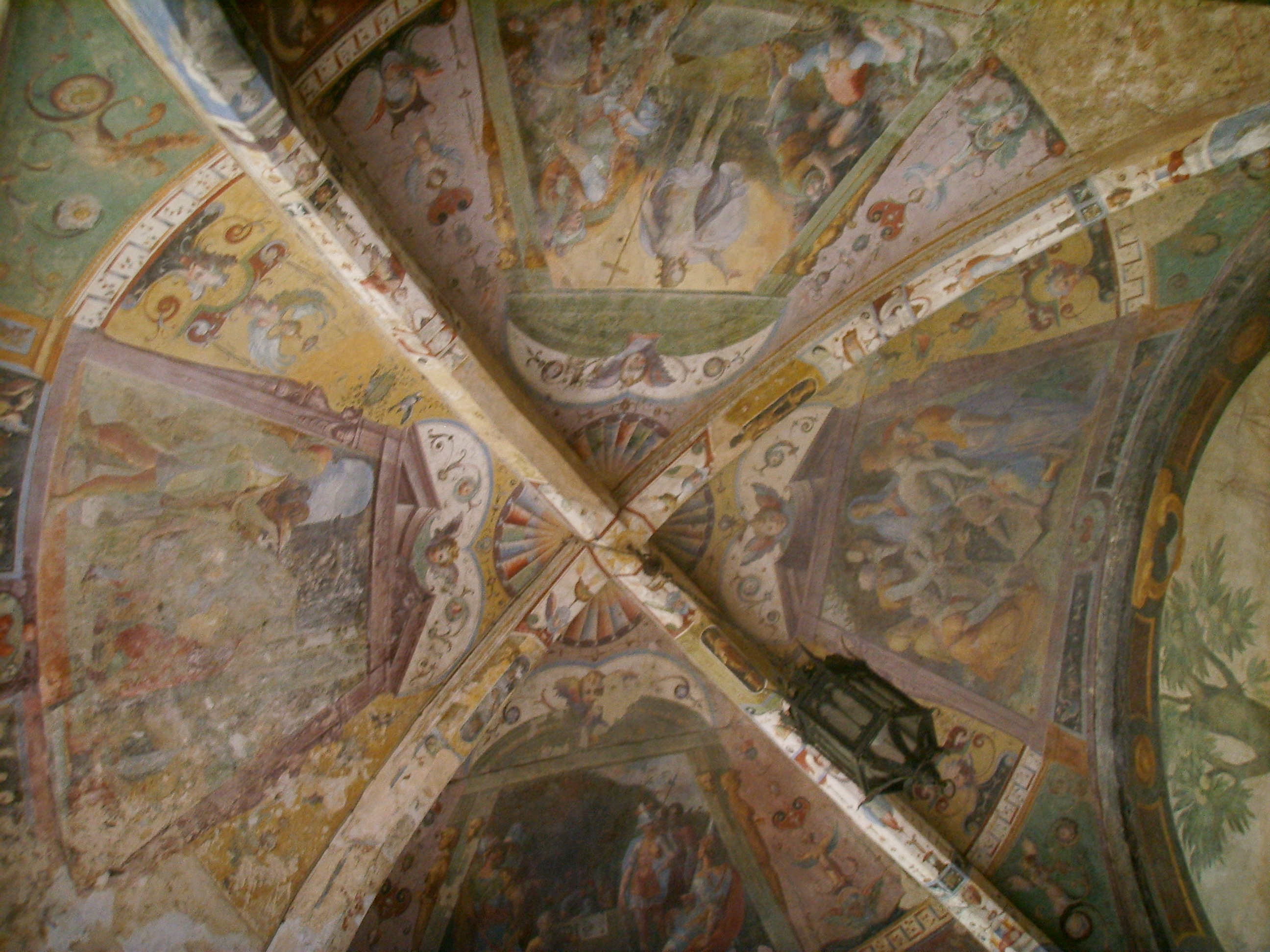
Voûte de l'angle nord-est.

Le côté est est décoré des Histoires de saint Pierre Martyr, de Jésus (en continuation des murs précédents), de saint  Thomas d'Aquin et de saint Vincent Ferrier. Ici aussi, les fenêtres du couvent s'ouvrent au centre de certaines scènes. C'est le côté qui mène à la basilique : au centre, le beau portail a une architrave sculptée. C'est aussi le côté qui a le moins de lunettes peintes : seulement douze sur dix-huit.
1. Ludovico Cigoli, Le Christ descend dans les limbes
2. Benedetto Veli, Saint Pierre Martyr en conversation avec les vierges
3. Lorenzo Sciorina, Bataille entre catholiques et hérétiques au temps de saint Pierre Martyr
4. Lorenzo Sciorina, Tourment de saint Pierre Martyr
5. Cosimo Gamberucci, Saint Thomas est entouré de deux anges avec une ceinture de chasteté perpétuelle
6. Antonio Nicola Pillori, Saint Thomas d'Aquin à la table du roi Louis IX (1730)
7. Portail à architrave sculptée du XIVe siècle, avec une Adoration des Mages
8. Mauro Soderini, Saint Thomas d'Aquin présente l'office du Corpus Domini à Urbain IV (1730)
9. Ludovico Buti, Saint Thomas d'Aquin en majesté
10. Ludovico Cigoli, Saint Vincent Ferrer reçoit l'habit dominicain
11. Giovanni Maria Butteri, Sermon de saint Vincent Ferrer
12. Cosimo Gamberucci, Saint Vincent Ferrer guérit les malades
13. Giovanni Maria Butteri, Jésus-Christ apparaît à la Madeleine sous les traits d'Ortolano

### Côté sud

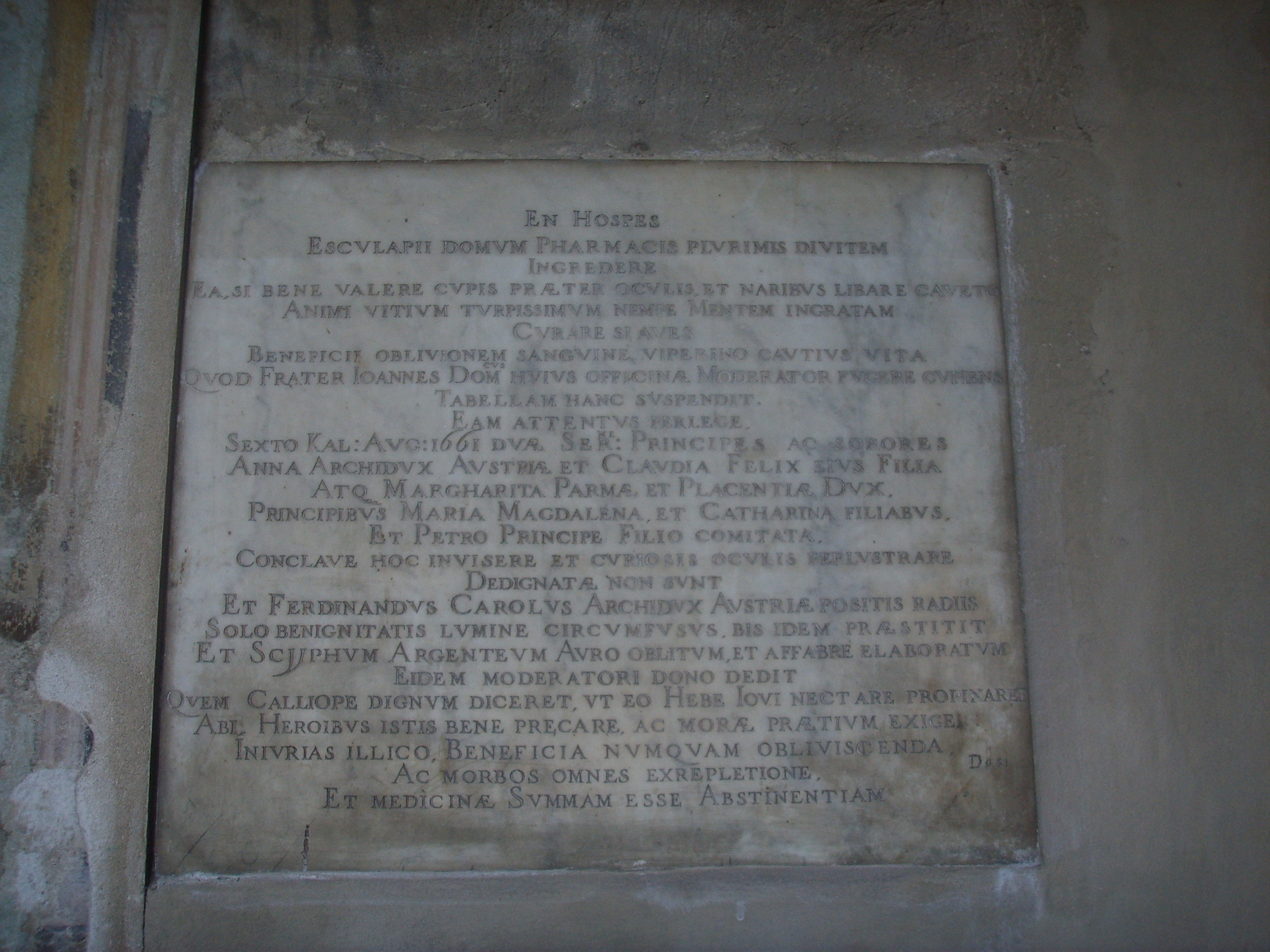
Plaque concernant l'activité pharmaceutique des frères.

Sur le côté sud se trouvent les première et dernière scènes du cycle, en particulier, certains épisodes sur divers saints dominicains, tels que saint Vincent Ferrier, saint Antonin de Florence, sainte Catherine de Sienne et sainte Rose de Lima. Deux scènes de la vie du Christ dont représentées aux angles, l'Ascension et de la Naissance. Dix lunettes sur douze ont été peintes en 1607 et 1730, et remontent en partie à des travaux postérieurs à la décoration primaire. Au centre s'ouvre l'ancienne porte de la Officina profumo-farmaceutica di Santa Maria Novella, œuvre de Matteo Nigetti, flanquée de deux plaques qui commémorent l'activité pharmaceutique des frères et certains privilèges accordés par le Grand-duc.
1. Alessandro Fei et Giovanni Maria Butteri, Ascension du Christ, sur les côtés, Le Grand-Duc Ferdinand Ier de Médicis dans le rôle de David (roi d'Israël) et François Ier de Médicis dans le rôle d'Isaïe
2. Bernardino Monaldi, Vincent Ferrer ressuscite un enfant tué par sa mère (1607)
3. Giovanni Balducci, Saint Antonin entre à Florence comme archevêque
4. Benedetto Veli, Saint Antonin guérit un enfant
5. Giammaria Casini, Saint Antonin rencontre le pape Pie II en tant qu'ambassadeur de la République de Florence
6. Mauro Soderini, Saint Antonin et l'aveugle (1730)
7. Giovanna Maria Butteri, Mort de Saint Antonin
8. Giovanni Battista Paggi, Sainte Catherine de Sienne prie pour les condamnés à mort
9. Francesco Bambocci, Sainte Rose de Lima portant la Croix (1730)
10. Giovanni Balducci, Naissance de Jésus

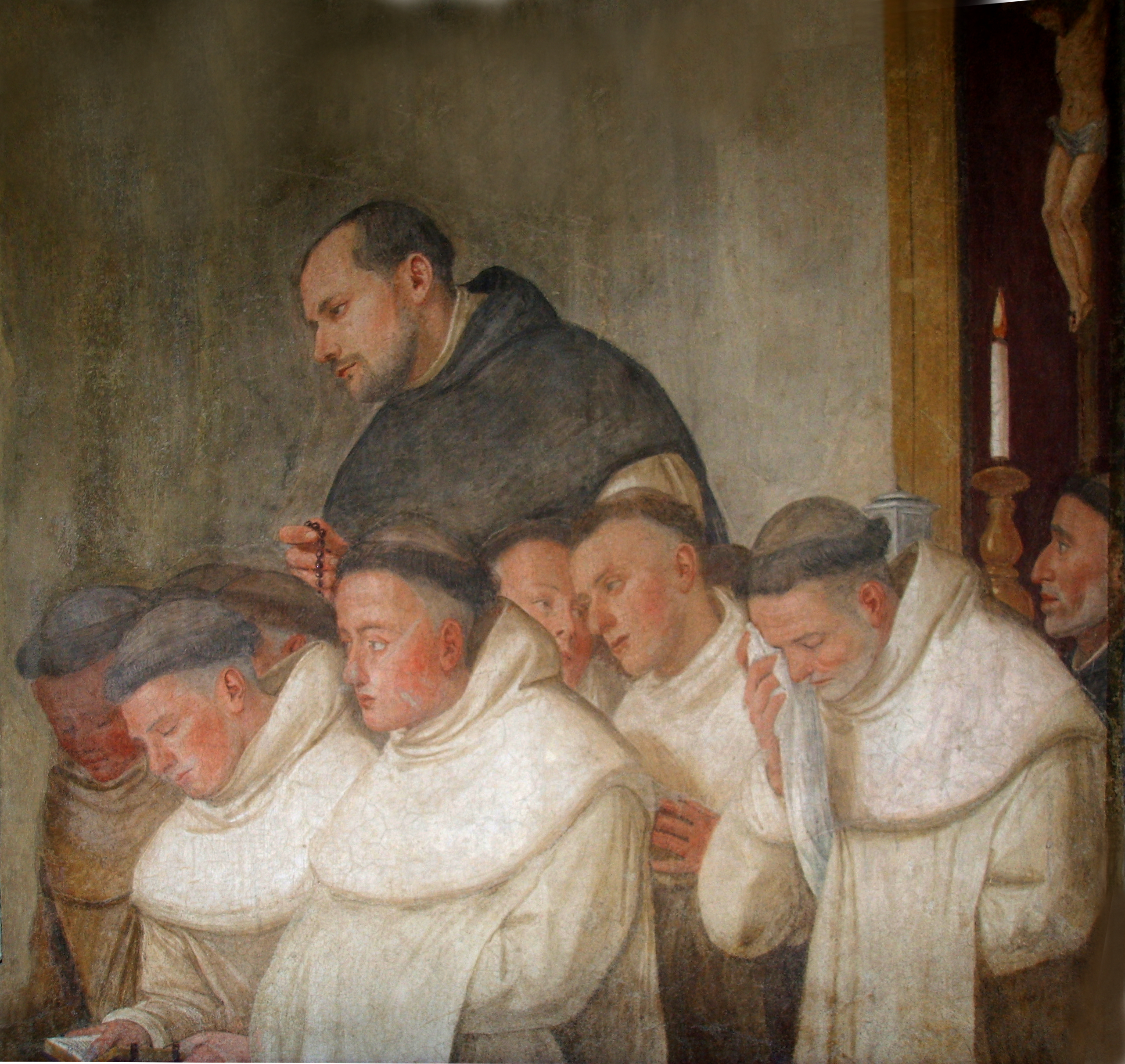
Santi di Tito, Mort de saint Dominique (détail)
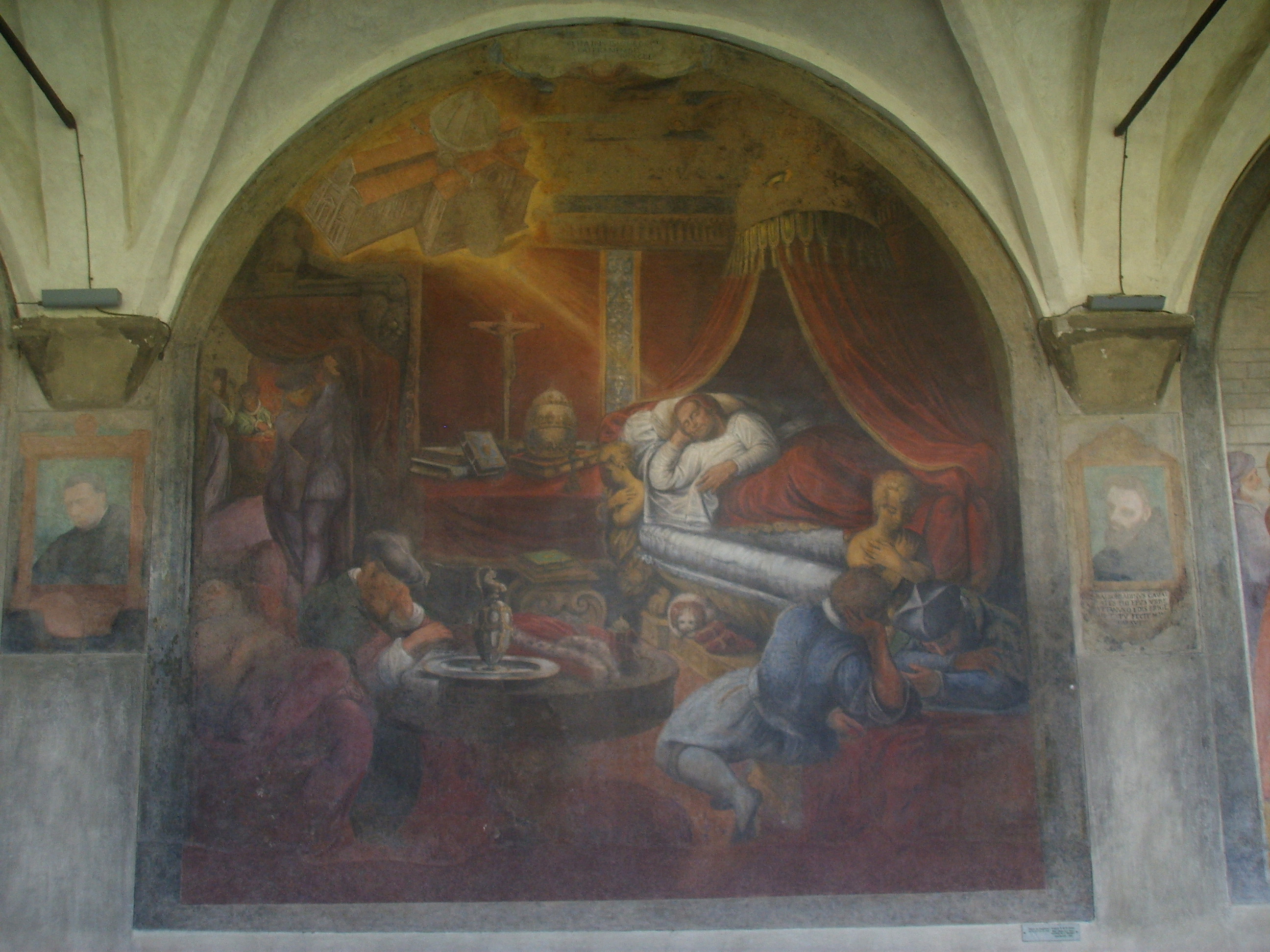
Simone da Poggibonsi, Grégoire IX a la vision de la basilique Saint-Pierre soutenue par saint Dominique
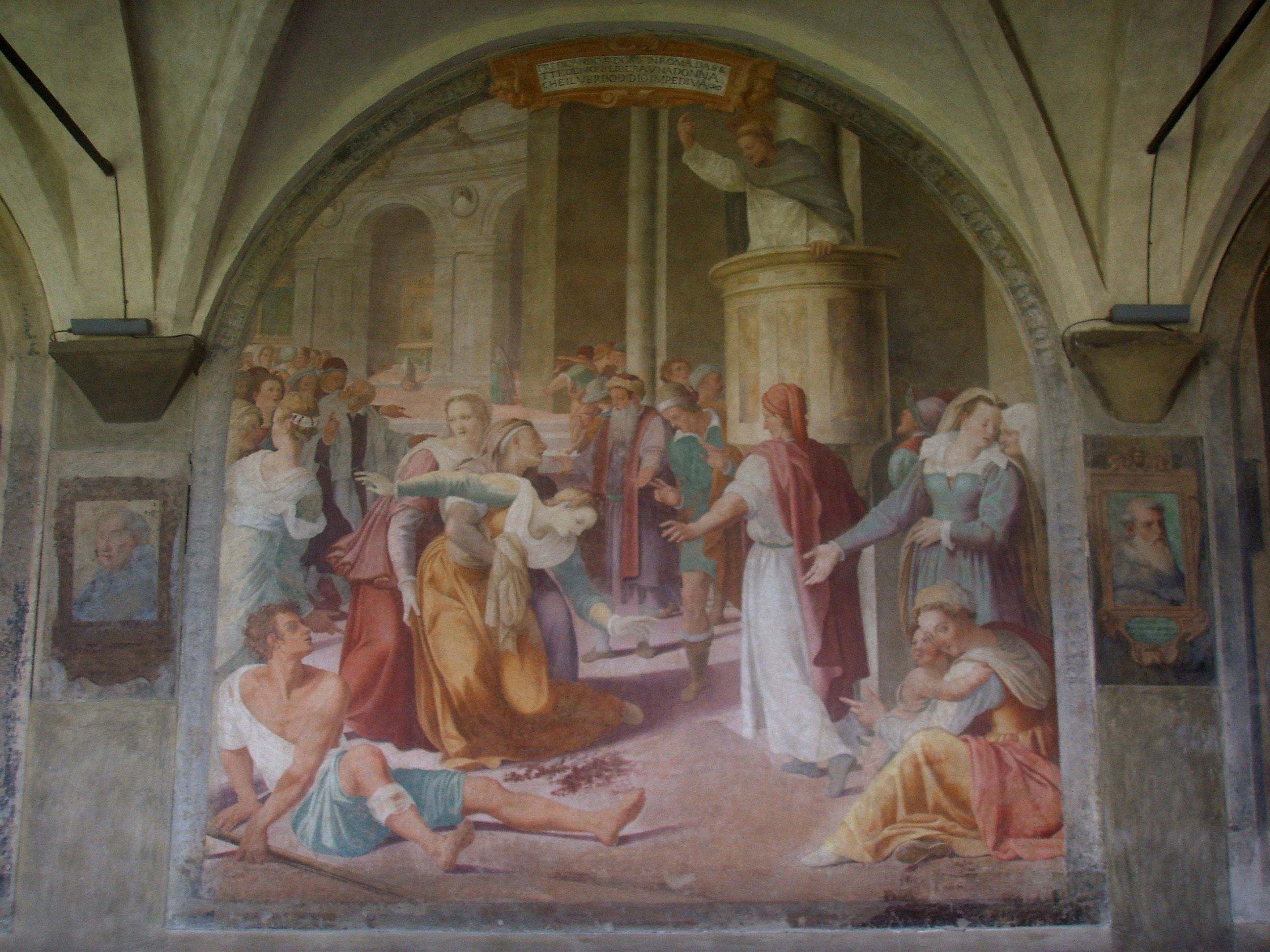
Lorenzo Sciorina, Saint Dominique libère une femme possédée du diable
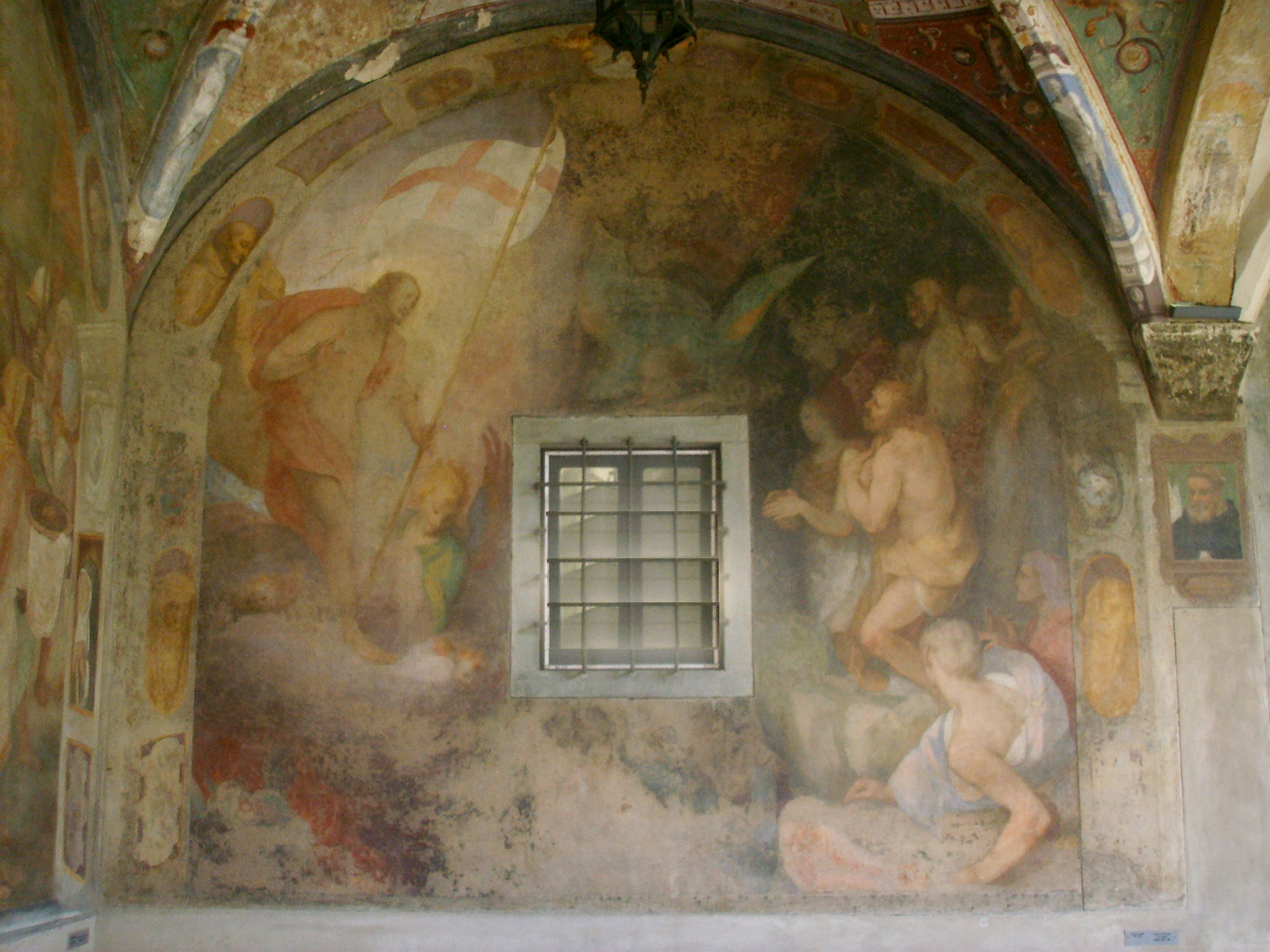
Ludovico Cigoli, Le Christ descend dans les limbes